# 대한축구협회
대한축구협회(大韓蹴球協會, Korea Football Association)는 1933년 설립된 대한민국의 축구협회이다.
한국에서 최초로 만들어진 축구인 조직은 1928년 5월 22일 창립한 <조선심판협회>로 대한축구협회의 전신에 해당하며 5년 후인 1933년 9월 19일 조선축구협회가 조선심판협회를 계승하여 첫 출범하였다. 조선축구협회는 각종 축구대회를 개최하는 등 활발한 활동을 펼쳤으나, 중일전쟁 직후 일제의 탄압에 의해 국내 모든 체육단체와 함께 1938년 강제로 해산되고 말았다.
1945년 해방이 되자 조선축구협회가 다시 복원되었고, 1948년 5월 21일 FIFA 국제 축구 연맹에 정식 가입하였으며, 같은 해 런던에서 열린 올림픽 축구 종목에 국가대표팀이 태극마크를 달고 국제 무대에 처음으로 출전했다. 대한민국 정부 수립 직후인 1948년 9월 4일 오늘날의 <대한축구협회>로 명칭이 확정되었다.
2005년 10월 28일 대한민국 문화체육관광부 소관의 사단법인으로 전환하였다. 대한체육회에 소속된 최대의 체육단체로 대한민국의 유일한 축구 협회이다. 사무실은 서울특별시 종로구 경희궁길 46 축구회관에 있다.
2016년 2월 22일 국민생활체육회 산하 전국축구연합회와 통합하면서 통합단체명을 대한축구협회로 유지했다.

## 주요 사업
- 축구경기의 운영 및 지원
- 국제경기대회 및 국제회의 개최
- 전국 규모의 각종대회의 주최 주관
- 축구 경기인의 관리 육성

## 조직
회장과 이사회, 사업국 등이 있다.

## 역대 회장

### 조선심판협회
- 출범일: 1928년 5월 22일
- 회장: 신기준

### 조선축구협회
| 순서 | 취임일자         | 이름   |
| ---- | ---------------- | ------ |
| 1    | 1933년 9월 19일  | 박승빈 |
| 2    | 1934년 4월 10일  | 여운형 |
| 3    | 1938년 5월 17일  | 고원훈 |
| 4    | 1942년 2월 15일  | 고원훈 |
| 5    | 1945년 12월 3일  | 하경덕 |
| 6    | 1947년 11월 24일 | 하경덕 |

### 대한축구협회
| 순서 | 당선일          | 취임일           | 이름   |
| ---- | --------------- | ---------------- | ------ |
| 7    |                 | 1948년 8월 11일  | 신익희 |
| 8    |                 | 1949년 2월 10일  | 홍성하 |
| 9    |                 | 1949년 3월 12일  | 윤보선 |
| 10   |                 | 1950년 2월 25일  | 홍성하 |
| 11   |                 | 1952년 2월 2일   | 홍성하 |
| 12   |                 | 1952년 11월 20일 | 장택상 |
| 13   |                 | 1954년 4월 24일  | 이종림 |
| 14   |                 | 1955년 4월 15일  | 현정주 |
| 15   |                 | 1955년 11월 10일 | 김명학 |
| 16   |                 | 1956년 2월 23일  | 김명학 |
| 17   |                 | 1957년 2월 10일  | 김윤기 |
| 18   |                 | 1959년 2월 20일  | 김윤기 |
| 19   |                 | 1960년 1월 25일  | 장기영 |
| 20   |                 | 1960년 5월 10일  | 정문기 |
| 21   |                 | 1961년 1월 24일  | 장기영 |
| 22   |                 | 1962년 1월 25일  | 김윤기 |
| 23   |                 | 1962년 6월 25일  | 장기영 |
| 24   |                 | 1963년 2월 21일  | 황엽   |
| 25   |                 | 1963년 11월 9일  | 김윤기 |
| 26   |                 | 1964년 4월 27일  | 민관식 |
| 27   |                 | 1964년 11월 21일 | 최치환 |
| 28   |                 | 1967년 2월 28일  | 최치환 |
| 29   |                 | 1968년 2월 15일  | 최치환 |
| 30   |                 | 1969년 2월 11일  | 최치환 |
| 31   |                 | 1970년 1월 15일  | 장덕진 |
| 32   |                 | 1972년 1월 25일  | 장덕진 |
| 33   |                 | 1973년 8월 20일  | 고태진 |
| 34   |                 | 1975년 2월 10일  | 고태진 |
| 35   |                 | 1975년 9월 26일  | 김윤하 |
| 36   |                 | 1977년 2월 10일  | 김윤하 |
| 37   |                 | 1978년 1월 21일  | 김윤하 |
| 38   |                 | 1978년 8월 20일  | 박준홍 |
| 39   |                 | 1979년 2월 8일   | 최순영 |
| 40   |                 | 1980년 3월 28일  | 최순영 |
| 41   |                 | 1983년 2월 10일  | 최순영 |
| 42   |                 | 1985년 2월 17일  | 최순영 |
| 43   |                 | 1986년 2월 4일   | 최순영 |
| 44   |                 | 1987년 11월 30일 | 이종환 |
| 45   |                 | 1988년 2월 17일  | 김우중 |
| 46   |                 | 1989년 2월 21일  | 김우중 |
| 47   |                 | 1993년 1월 12일  | 정몽준 |
| 48   |                 | 1997년 1월 15일  | 정몽준 |
| 49   |                 | 2001년 1월 18일  | 정몽준 |
| 50   |                 | 2005년 1월 18일  | 정몽준 |
| 51   |                 | 2009년 2월 22일  | 조중연 |
| 52   | 2013년 1월 28일 | 2013년 3월 7일   | 정몽규 |
| 53   | 2016년 7월 21일 | 2017년 1월       | 정몽규 |
| 54   | 2021년 1월 7일  | 2021년 1월 7일   | 정몽규 |
| 55   | 2025년 2월 26일 | 2025년 2월 26일  | 정몽규 |

## 산하 단체

### 시도 협회
- 강원특별자치도 축구협회
- 경기도축구협회
- 경상남도축구협회
- 경상북도축구협회
- 광주광역시 축구협회
- 대구광역시 축구협회
- 대전축구협회
- 부산광역시 축구협회
- 서울특별시 축구협회
- 세종특별자치시 축구협회
- 울산광역시 축구협회
- 인천광역시 축구협회
- 전라남도 축구협회
- 전북특별자치도 축구협회
- 제주특별자치도 축구협회
- 충청남도 축구협회
- 충청북도 축구협회

### 회원 단체
- 한국프로축구연맹
- 한국대학축구연맹
- 한국여자축구연맹
- 한국풋살연맹

### 해산 및 탈퇴
- 한국실업축구연맹
- 한국고등학교축구연맹
- 한국중등축구연맹
- 한국유소년축구연맹

## 주관 대회
- 코리아컵
- 대통령배 전국축구대회
- 전국축구선수권대회
- K3리그
- 전국유소년축구대회
- 코리아컵 국제축구대회
- 화랑대기 전국 초등학교 축구대회

## 국가대표팀
대한민국 남자 대표팀
- 대한민국 축구 국가대표팀
- 대한민국 U-23 축구 국가대표팀
- 대한민국 U-20 축구 국가대표팀
- 대한민국 U-17 축구 국가대표팀
- 대한민국 U-14 축구 국가대표팀
- 대한민국 유니버시아드 축구 국가대표팀
- 대한민국 풋살 국가대표팀
- 대한민국 비치사커 국가대표팀

대한민국 여자 대표팀
- 대한민국 여자 축구 국가대표팀
- 대한민국 여자 U-20 축구 국가대표팀
- 대한민국 여자 U-17 축구 국가대표팀
- 대한민국 여자 풋살 국가대표팀

## 우수 선수 포상
- 대한축구협회 시상식

## 공식 파트너사
각 공식 파트너사는 한 업종에 한 기업씩 선정하며, 계약 기간은 통상적으로 4년 주기이나 각 파트너사 마다 조금씩 다르다. 대한축구협회 및 축구국가대표팀 공식 파트너사 목록은 다음과 같다.
|  | - 나이키 - 하나은행 - KT - 교보생명 - 현대자동차 | - 쿠팡플레이 - 아시아나항공 - 넥슨 - 디아지오코리아 - HDC 아이파크 - Play KFA | - 전 후원사 - 경남기업 - 한국암웨이 - 스포츠토토 - 삼일제약 - 다음카카오 - 삼성전자 - 서울우유 - KT&G - 롯데주류 - 네이버 - 신세계/이마트 |

## 같이 보기
- 대한민국 축구 리그 시스템
- 대한민국 축구 국가대표팀
- 대한민국 축구 국가대표팀 경기 결과
- 대한민국 여자 축구 국가대표팀
- 1960년 AFC 아시안컵
- 2001년 FIFA 컨페더레이션스컵
- 2002년 FIFA 월드컵
- 대한민국 축구 국가대표팀 트레이닝 센터
- 대한축구협회 시상식